# Sarai Aquil
Sarai Aquil (vaak ook gespeld als Sarai Akil) is een nagar panchayat (plaats) in het district Kaushambi van de Indiase staat Uttar Pradesh.

## Demografie
Volgens de Indiase volkstelling van 2001 wonen er 15.719 mensen in Sarai Aquil, waarvan 54% mannelijk en 46% vrouwelijk is. De plaats heeft een alfabetiseringsgraad van 48%.